# إبراهيم أسدي
إبراهيم أسدي (8 يونيو 1979 بطهران في إيران - ) هو لاعب كرة قدم إيراني في مركز الوسط. لعب مع نادي أبو مسلم خراسان ونادي برسبوليس ونادي ذوب آهن أصفهان ونادي ستيل آذين ونادي نساجي مازندران ونادي صناعة ساري ‏.